# Гауэр, Бернхард
Бернхард Гауэр (нем. Bernhard Gauer) (19 мая 1882 в Трире — 1955 в Дюссельдорфе) — немецкий художник и специалист по мозаике.

## Общая информация
Гауэр учился у Эдуарда фон Гебхардта и Карла фон Марра в Мюнхенской академии художеств. Позже повышал квалификацию в Италии. Окончательно определился с местом жительства и творчества, переехав в Дюссельдорф. Здесь Гауэр стал членом общества художников Малькастен (Malkasten), а после окончания Второй мировой войны был избран председателем Союза художников Дюссельдорфа (Verein der Düsseldorfer Künstler).
Гауэр расписал и оформил витражи и мозаики для нескольких церквей, среди которых церковь Святого Лиутвина (St. Lutwinus) в Метлахе и церковь Святого Антония (St. Antonius) в Дюссельдорфе-Фридрихштадте (Friedrichstadt). Для церкви Сердца Господня (Herz-Jesu-Kirche) в Ахене художник в 1914 году создал большое мозаичное панно, а позже, в 1921—1922 годах, для поминальной часовни жертв войн изображения Крестного пути Иисуса Христа.
Последние годы проживал в Дюссельдорфе по адресу Am Binnenwasser 3. В 1982 году его дом занесён в список охраняемых законом памятников архитектуры Дюссельдорфа под № 1.

## Награды
1952: Орден «За заслуги перед Федеративной Республикой Германия» (Командорский крест).